# Koszmosz–54
A Koszmosz–54 (oroszul: Космос 54) Koszmosz műhold, a szovjet műszeres műhold-sorozat tagja. Háromfokozatú kísérleti telekommunikációs műhold, típusa Sztrela-1 (Стрела-1), valamint a harmadik fokozat geofizikai egység.

## Küldetés
Az Interkozmosz program keretében a hordozórakéta utolsó fokozatának (ez volt az optikai célobjektum) az – INTEROBS-program keretében összehangolt, folyamatos, geofizikai célú optikai megfigyelését végezték Bulgária, Lengyelország, Magyarország, az NDK, Románia és a Szovjetunió 26 megfigyelőállomásáról.

## Jellemzői
Katonai és polgári (tudományos) rendeltetésű, az OKB-10 (oroszul: Опытно-конструкторское бюро) tervezőirodában kifejlesztett műhold. Üzemeltetője a moszkvai honvédelmi minisztérium (Министерство обороны).
1965. február 21-én a Bajkonuri űrrepülőtér indítóállomásról egy Koszmosz-3 (8K65) típusú hordozórakétával juttatták Föld körüli pályára. Az orbitális egység pályája földközeli, 104,9 perces, 56 fokos hajlásszögű, az elliptikus pálya perigeuma 256 kilométer, apogeuma 1729 kilométer. Hasznos tömege 50 kilogramm. A sorozat felépítését, szerkezetét, alapvető fedélzeti rendszereit tekintve egységesített, szabványosított tudományos-kutató űreszköz. Áramforrása kémiai akkumulátor és napelemek kombinációja.
A három műholdat – Koszmosz–54, Koszmosz–55 és Koszmosz–56 – egyetlen hordozórakétával juttatták pályára. Katonai és kormányzati híradástechnikai feladatok ellátására tervezték, készítették. A Szovjetunió európai – Távol-keleti, illetve tengeri (hadiflotta, kereskedelmi flotta) összeköttetésének felgyorsítását szolgálta. Rádióüzenetek vételére (vevő), lejátszására (adó) szolgáltak.
Több egység pályára állításával lehetővé tették a folyamatos, többpontos optikai megfigyelést. Az optikai ellenőrzés céljából pályamódosítást hajtott végre. Az orbitális egység pályája földközeli, 96,8 perces, 56 fokos hajlásszögű, elliptikus pálya perigeuma 251 kilométer, apogeuma 963 kilométer volt.
1968. szeptember 15-én belépett a légkörbe és megsemmisült.